# Лоар е Шер
Лоар е Шер (на френски: Loir-et-Cher, „Лоар и Шер“) е департамент в регион Център-Вал дьо Лоар, централна Франция. Образуван е през 1790 година от части на провинциите Орлеане, Турен и Бери. Площта му е 6343 км², а населението – 334 415 души (2016). Административен център е град Блоа.